# Hannes Peckolt
Hannes Peckolt (* 18. November 1982 in Ludwigshafen am Rhein) ist ein deutscher Segler der 49er Jolle.
Der derzeit in Kiel lebende Medizinstudent hatte seine ersten Segelerlebnisse in einem gemieteten Katamaran auf Korsika, anschließend bekam er einen Optimisten geschenkt. Peckolt ist seit 2000 Vorschoter in der 49er Jolle, gemeinsam mit seinem Bruder und Steuermann Jan-Peter Peckolt. Zuvor hatten die beiden Geschwister in einer 420er Jolle gesegelt und waren Dreizehnter bei der Weltmeisterschaft 1999 geworden, wechselten dann aber wegen des höheren Anspruchs in die 49er-Klasse.
Seitdem konnten sie mehrere Erfolge erringen, unter anderem wurden sie Dritter bei der Europameisterschaft 2005 und Zweiter bei der im Jahr 2007. Knapp verpassten sie im Jahr 2004 die Qualifikation für die Olympischen Spiele in Athen, statt ihnen nahm das Duo Marcus Baur und Max Groy dort für Deutschland teil. Für ein Jahr (Februar 2007 bis Februar 2008) waren die Peckolts Führende der ISAF-Weltrangliste, 2008 konnten sie sich dann auch für Olympia qualifizieren. Im selben Jahr erreichten sie Platz sechs bei der Weltmeisterschaft, nachdem sie sich bereits 2006 dort auf dem vierten Rang platziert hatten.
Bei den Olympischen Spielen in Peking erreichten die beiden Brüder die Bronzemedaille in ihrer Disziplin. Hinter den Dänen Jonas Warrer und Martin Ibsen sowie den Spaniern Iker Martínez und Xabier Fernández gelang ihnen der Sprung auf den dritten Rang. Zunächst blieb unklar, ob die Dänen disqualifiziert werden, weil sie sich, nachdem ihr Mast gebrochen war, das Boot der Kroaten geliehen hatten, doch zwanzig Stunden nach dem Finale fiel die Entscheidung der internationalen Jury zu Gunsten der Dänen, die Olympiasieger bleiben durften.
Zusammen mit seinem Bruder erhielt er dafür 2008 von Bundespräsident Köhler das Silberne Lorbeerblatt.
Peckolt ist Mitglied des Yacht-Clubs Langenargen und der Segelgemeinschaft Waldsee.